# Maiar

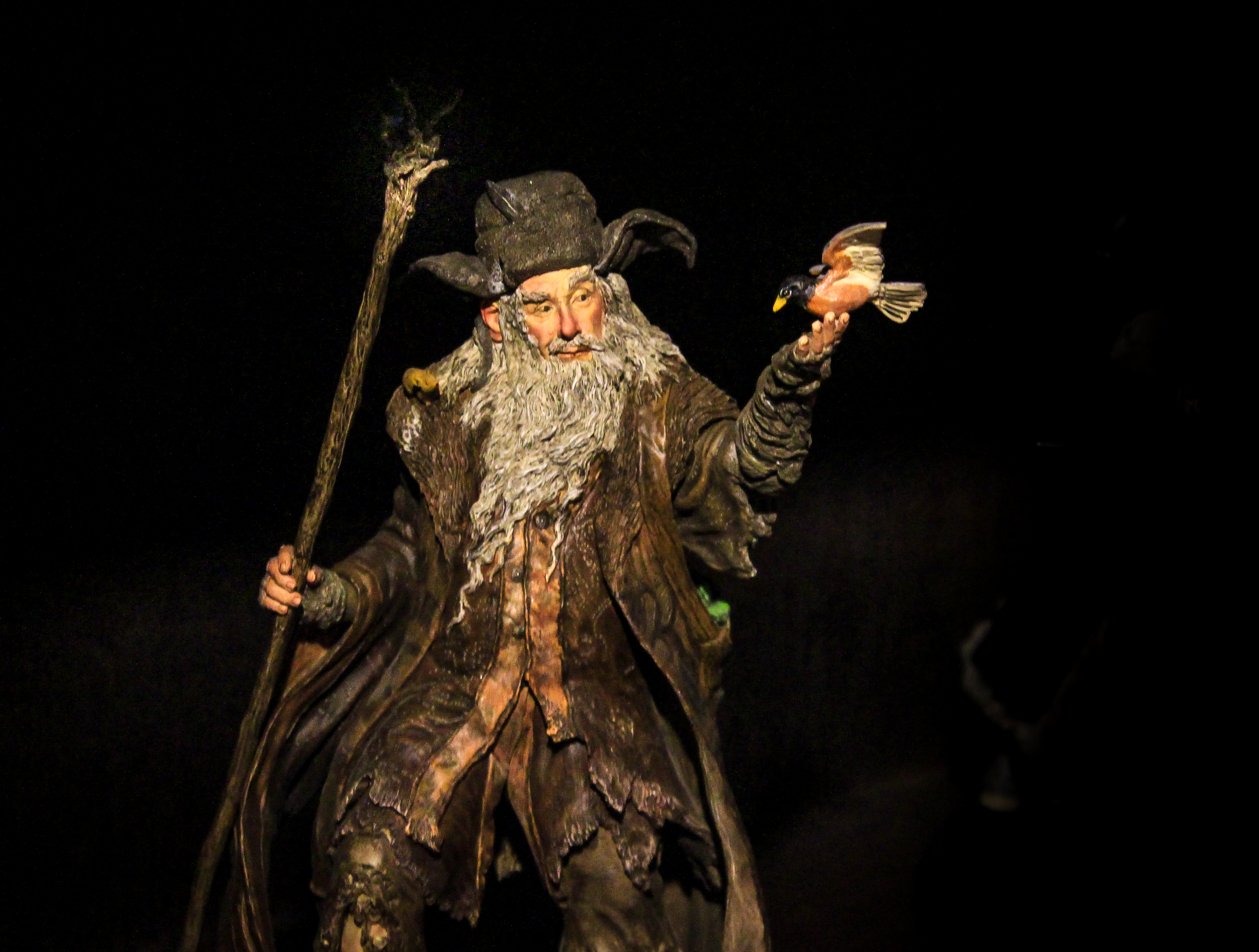

Los maiar (singular, maia) son personajes ficticios del legendarium del escritor J. R. R. Tolkien, que aparecen principalmente en su novela El Silmarillion. Son Ainur (singular: Ainu), una clase de seres espirituales, creados por Ilúvatar a partir de su pensamiento, que forman parte de la cosmogonía que creó Tolkien en la Ainulindalë. El grupo de los maiar está constituido por aquellos ainur de menor rango que descendieron a Eä junto a los Valar para servirles y ayudarles a acabar de dar forma al mundo. Según se les describe en El Silmarillion:

Con los valar vinieron otros espíritus que fueron también antes que el mundo, del mismo orden de los valar, pero de menor jerarquía. Son éstos los maiar, el pueblo sometido a los valar, y sus servidores y asistentes. El número de estos espíritus no es conocido de los elfos y pocos tienen nombre en las lenguas de los hijos de Ilúvatar; porque aunque no ha sido así en Aman, en la Tierra Media los maiar rara vez se han aparecido en forma visible a los elfos y los hombres.

Como los Valar, tenían el poder de adoptar una forma corpórea. Algunos, como Gandalf y Saruman, viajaron a la Tierra Media para ayudar a enfrentar la amenaza de Sauron y fueron tomados por Magos durante la Tercera Edad del Sol (en este caso, estaban imposibilitados para cambiar de forma física hasta acabar su misión). Melkor corrompió a muchos maiar, entre ellos al propio Sauron y a los seres conocidos como «Balrogs» o Valaraukar.

## Maiar conocidos
El número e identidad de todos los maiar es desconocido. Los siguientes son los maiar con nombre conocido:
- Eönwë, heraldo y portaestandarte de Manwë.
- Ilmarë, la dama de compañía de Varda.
- Ossë, maia de Ulmo, Señor de los Mares Interiores y especialmente de los agitados.
- Uinen, maia de Ulmo, esposa de Ossë y Señora de los Mares Interiores, especialmente de los tranquilos.
- Salmar, maia de Ulmo, fabricante de los cuernos Ulumúri.
- Sauron, originalmente maia de Aulë, fue corrompido por Melkor y se convirtió en su lugarteniente.
- Melian, maia de Vána y Estë, esposa de Thingol y madre de Lúthien (es la única ainu que concibe hijos).
- Arien, maia de Varda a quien se le encarga llevar la nave de Anar, el Sol.
- Tilion, maia de Oromë a quien se le encarga llevar la nave de Ithil, la Luna.
- Todos los Istari.

- Curumo (Saruman), maia de Aulë, líder de los Istari.
- Olórin (Gandalf), maia de Irmo, elegido por Manwë para estar dentro de los Istari.
- Aiwendil (Radagast), maia de Yavanna, elegido para formar parte de los Istari.
- Morinehtar (Alatar), maia de Oromë elegido para formar parte de los Istari, uno de los magos azules.
- Rómestámo (Pallando), maia de Oromë elegido para formar parte de los Istari, uno de los magos azules.

- Gothmog, señor de los balrogs, maia de fuego.

- El Daño de Durin, balrog conocido con este nombre, habitaba en lo profundo de las Montañas Nubladas.

- Ungoliant, la araña oscura, se cree que podría ser un maia corrompido o según otras opiniones una encarnación misma de la oscuridad o del vacío.